# Suaeda vermiculata
Suaeda vermiculata är en amarantväxtart som beskrevs av Peter Forsskål och Johann Friedrich Gmelin. Suaeda vermiculata ingår i släktet saltörter, och familjen amarantväxter. Utöver nominatformen finns också underarten S. v. puberula.